# مونته‌ویدئو (رتردام)
مونته‌ویدئو (انگلیسی: Montevideo) آسمان‌خراشی مسکونی به ارتفاع ۱۳۹٫۵ متر روی رود نیوه ماس در رتردام هلند است. لوگوی مونته‌ویدئو روی بام این ساختمان یک حرف «M» هشت در هشت متر است که ارتفاع کلی برج را به ۱۵۲٫۳ متر می‌رساند. این لوگو همچنین به این منظور طراحی شده است که بادنمایی غول‌پیکر باشد. نام این ساختمان از پایتخت کشور اروگوئه مونته‌ویدئو گرفته شده است.